# Сможанська (пам'ятка природи)
Сможа́нська — пралісова пам'ятка природи місцевого значення в Україні. Розташована в межах Сколівського району Львівської області, на південь від села Сможе. 
Площа 23,5 га. Статус присвоєно згідно з рішенням Львівської обласної ради від 12.03.2019 № 816. Перебуває у віданні ДП «Славський лісгосп» (Сможанське лісництво, кв. 15, вид. 18). 
Статус присвоєно з метою збереження унікальних залишків корінного природного старовікового лісу, в деревостані якого переважають листяні породи. Територія пам'ятки природи розташована при вершині гори Гостилів (1017 м), що в межах Стрийсько-Сянської Верховини. 